# Josep Maria Madorell
 (octobre 2018).
Si vous disposez d'ouvrages ou d'articles de référence ou si vous connaissez des sites web de qualité traitant du thème abordé ici, merci de compléter l'article en donnant les références utiles à sa vérifiabilité et en les liant à la section « Notes et références ».
Josep Maria Madorell i Muntané, né le 7 novembre 1923 et mort le 1er février 2004 à Molins de Rei, est un  dessinateur catalan célèbre pour ses bandes dessinées publiées sur le magazine Cavall Fort, magazine infantile caractérisé par la diversité de ses bandes dessinées. 
Le style de ses productions est semblable à celui d’Hergé et ses contemporains. C’est la raison pour laquelle on dit que ses plus célèbres personnages, Jep et Fidel, ont un style français-belge. Un autre de ses influences est Joan Junceda, le dessinateur du magazine Patufet. 
Enfance.

## Biographie
Il grandit à Molins de Rei, son village natal, où il a été éduqué. Il acquiert des connaissances de peinture et dessine chez Carme Sala, son professeur. Pendant son enfance il est passionné par les publications de Patufet, TBO ou les dessins d’Hergé. 
Vers 1936-1939, pendant la guerre civile espagnole, il se met à dessiner par plaisir et pour la famille. En 1938 il crée Fredolic, qui est la plus développée de ces productions. 

## Travaux
Il travaille comme technicien textile à Barcelone tandis qu’il produit ses bandes dessinées jusqu’en 1969, année à partir de laquelle il consacre sa vie aux bandes dessinées. 
Les premières collaborations professionnelles de Madorell ont consisté en la création de Las aventuras de Tito Bola avec le magazine Zas. Il continue à dessiner et à publier dans d’autres magazines comme par exemple Llobregat ou Llaç d’Unió. 
Vers 1950-1955 il collabore avec des journaux et magazines comme Aventuras a todo color et Parque dans lesquels il peut aussi publier quelques productions. Ses dessins commencent à être appréciés pour leur originalité et leur extraordinaire simplicité. 

## Œuvres
La publication à Cavall Fort lui permet de démontrer ses habilités artistiques. Âgé de trente-huit ans, il produit les célèbres personnages Jep et Fidel qui apparaissent dans le premier numéro de ce magazine. Jep et Fidel représentent la sagesse, la réflexion et la bonne humeur; des valeurs qu’on croit importantes pour les enfants. Madorell a collaboré avec cette publication dès son début et pendant plus de quarante ans.
Il n’arrête pas de travailler et crée de nouveaux personnages comme Els Galifardeus, Jordi i Núria et Pona, qui est introduite dans les aventures de Jep et Fidel; sans oublier les aventures de Pere Vidal et de Massagran, les deux œuvres d’illustrations les plus importantes de Madorell. 
La casa sota la sorra est un roman juvénile créé par Joaquim Carbó en 1966 et dont le protagoniste est Pere Vidal. C’est Madorell qui convainc l’auteur de l’adapter et de produire sa bande dessinée. Cette historiette rencontre du succès parmi les jeunes et les enfants.
Madorell illustre aussi les aventures de Massagran, un personnage créé par l’écrivain catalan Josep Maria Folch i Torres. Les aventures de Massagran sont publiées aux quatre coins du monde. La récupération dont la bande dessinée catalane de Madorell a fait l’objet grâce à la création de cet extraordinaire personnage est remarquable.
Pendant les dernières années de sa vie il prend part à de nombreuses activités de son village, il illustre des traditions et des légendes de village et il crée aussi des affiches pour les fêtes de Molins de Rei; lieu où après être né, avoir vécu et toujours travaillé, il meurt en 2004.

## Publications et séries
- 1952. Historietas de Fanfarrón, à El Fanfarrón, Tip. Migaza, Barcelona.
- 1953. Historietas de Tim y Tom, de Tito Bola y de Paco y Paqui, à A Todo Color, supplément de La Prensa, Prensa del Movimiento, Barcelona
- 1957. Historietas de Ranita, et d'El fabuloso Bruno, à Parque, Solidaridad Nacional, Barcelona
- 1958. Historietas de Ranita y Fidelio, à Suplemento Festivo Color, supplément du Faro de Vigo, Faro de Vigo, S.A., Pontevedra
- 1962. Els Galifardeus (à Cavall Fort)
- 1966. El Jordi i la Núria (à Cavall Fort)
- 1967. Les aventures d'en Pere Vidal (à Cavall Fort; à Avui, 1982)
- 1969. Bruno y Chico (à Gaceta Junior)
- 1971. Tanik, el Prehistòric (à Cavall Fort)
- 1973. Balín (à TBO, 2000)

## Monographies
- Pona. Molins de Rei: Editions Club de Còmic, 1986.
- Jep i Fidel. Un parell que es porten l'oli. Barcelona: Ed. Casals, 1989.
- Jep i Fidel. Aparteu les criatures!. Barcelona: Ed. Casals, 1989.
- Aventures extraordinàries d'en Massagran. Barcelona: Ed. Casals, 1981.
- Aventures encara més extraordies d'en Massagraninàr. Barcelona: Ed. Casals, 1982.
- En Massagran i el quadrat màgic. Barcelona: Ed. Casals, 1983.
- En Massagran al pol nord. Barcelona: Ed. Casals, 1984.
- En Massagran i els negrers. Barcelona: Ed. Casals, 1986.
- En Massagran i el bruixot blanc. Barcelona: Ed. Casals, 1987.
- En Massagran a Pagui-Pagui. Barcelona: Ed. Casals, 1988.
- En Massagran i el pells-roges. Barcelona: Ed. Casals, 1989.
- En Massagran i els pirates. Barcelona: Ed. Casals, 1990.
- Els Jocs Olímpics d'en Massagran. Barcelona: Ed. Casals, 1991.
- En Massagran i el gegant del mar. Barcelona: Ed. Casals, 1992.
- En Massagran i la diadema robada. Barcelona: Ed. Casals, 1994.
- En Massagran a l'illa del secret. Barcelona: Ed. Casals, 1996.
- En Massagran al castell de Kalruk. Barcelona: Ed. Casals, 2000.
- El segrest d'en Massagran. Barcelona: Ed. Casals, 2002.
- La casa sota la sorra. Barcelona: Ed. Casals, 1983.
- Els bruixots de Kibor. Barcelona: Ed. Unicorn, 1983.
- El país d'en Fullaraca. Barcelona: Ed. Unicorn, 1983.
- La casa sota la sorra. Barcelona: Ed. Casals, 1984.
- La casa sota el mar. Barcelona: Ed. Casals, 1984.
- La casa sobre el gel. Barcelona: Ed. Casals, 1987.
- La casa sota les estrelles. Barcelona: Ed. Casals, 1997.